# Juan de Acosta
Juan de Acosta és un municipi colombià situat a la part occidental del departament de l'Atlàntic. Limita al nord amb el municipi de Tubará, a l'est amb el municipi de Baranoa, al sud amb els municipis de Piojó i Usiacurí, i a l'oest amb el Mar del Carib. Està ubicat a 40 km de Barranquilla, a la que s'arriba per la carretera d'Algodón i l'autopista al Mar.

## Història
Fundat a principis del segle xvii per colons provinents de la província de Cartagena, en territori de l'hisendat Juan de Acosta, inicien cultius de cotó, blat de moro i iuca a la zona, que fou ràpidament habitada per més de 20 famílies que s'assentaren a la part baixa.
La seva fundació data de 1606, i fou elevat a la categoria de municipi mitjançant l'Ordenança 52 del 20 d'agost de 1892, de l'Assemblea del Departament de Bolívar, i ratificada per la Llei 113 de 1892.
Els seus límits amb Usiacurí, Piojó, Baranoa i Tubará s'estableixen mitjançant l'Ordenança Departamental 40 de 1964.

## Govern i política
| Període     | Alcalde                             | Partit                      | Vots  |
| ----------- | ----------------------------------- | --------------------------- | ----- |
| 1989 - 1990 | Rafael Vicente Echeverría Consuegra | Partit Conservador Colombià |       |
| 1991 - 1992 | Juan B. Higgins Molina              | Partit Liberal Colombià     |       |
| 1993 - 1994 | Betty Echeverría de Danies          | Partit Conservador Colombià |       |
| 1995 - 1997 | Gilberto Mario Arteta Zambrano      | Partit Conservador Colombià |       |
| 1998 - 2000 | Pablo Antonio Molina Jiménez        | Partit Liberal Colombià     |       |
| 2001 - 2003 | Juan Alberto Ramos Coronell         | Partit Liberal Colombià     |       |
| 2004 - 2007 | Yesid Alfonso Xiques Luján          | Partit Liberal Colombià     | 4.541 |
| 2008 - 2011 | Edelberto Manuel Echeverría Arteta  | Partit Conservador Colombià | 4.863 |
| 2012 - 2015 | Abelardo PadillaBlanco              | Partit de la U              | 5.461 |
| 2016 -      | Ivan Vargas Molina                  | Partit Conservador Colombià | 6.657 |

## Morfologia
Assentat sobre turons de baixa altura, posseeix costes sobre el mar Carib (Santa Verónica, Bocatocino, Mahates, Salinas del Rey). La temperatura mitjana anual és de 29º C, i té una extensió de 175 km². El cap del municipi es troba a 40 km a l'oest de Barranquilla.
Està envoltat per les conques hidrogràfiques dels rierols Grande, que travessa la major part del municipi, del Tigre, i una altra sèrie de rierols menors que neixen a la capçalera municipal i desemboquen al rierol Grande.

## Vies de comunicació
Aèries: L'aeroport de "Todos Juntos" va funcionar només una vegada i fou batejat amb aquest nom perquè un petit monomotor i va aterrar d'emergència.
Terrestres: Hi ha tres carreteres que connecten Juan de Acosta amb la capital del departament, Barranquilla: la carretera via al Mar, de primer ordre; la carretera Avenida Riomar, de segon ordre; i l'antiga Carretera del Algodón, de tercer ordre i de gran riquesa ecològica.

## Símbols
Escut
L'escut de Juan de Acosta és una creació de Juan Ventura Molina Arteta.
A la franja superior hi apareixen entrellaçades panotxes de blat de moro i mill i un floc de cotó; un cap de bestiar boví i una màquina de cosir, que resumeixen les riqueses agrícoles, pecuàries i artesanals del municipi, sobre un fons verd que simbolitza la fertilitat de les seves terres.
La franja inferior es divideix en dues parts: La primera mostra un llibre obert amb una ploma i una clau, que representen la cultura i la hospitalitat del municipi, sobre un fons daurat, símbol de riquesa. La segona és blava amb un sol esplendorós. Les vores de l'escut, de color vermell, tenen la llegenda "Hospitalidad y Progreso".
Bandera
L'autor de la bandera és Luis Fernando Molina Acero. De forma rectangular, està dividida en dues franges horitzontals iguals; cadascuna de les quals, al seu torn, es subdivideix en dues franges verticals. La franja superior esquerra és groga i la superior dreta és blava. La inferior esquerra és verda i la inferior dreta és blanca.